# 回发
在Web开发中，回发（postback）是对表单所在页面的HTTP POST。换句话说，表单的内容被POST发回到与表单相同的URL。
回发常见于编辑表单中，用户在表单中填入信息并点击“保存”或“提交”，从而导致回发。然后，服务器使用刚刚接收到的信息刷新同一页面。
回发最常见于JSF和ASP或ASP.NET相关讨论。
在ASP中，必须将表单及其POST操作创建为两个单独的页面，如果只想执行回发，则需要中间页面和重定向。此问题在ASP.NET中通过__doPostBack()函数和允许页面对其自己的表单数据执行验证和处理的应用程序模型已得到解决。
在JSF中，回发会触发完整的JSF生命周期，就像ASP.NET执行回发中包含的表单数据的转换和验证一样。JSF API中提供了各种实用方法，用于以编程方式检查给定请求是否为回发。  